# Boterdiep

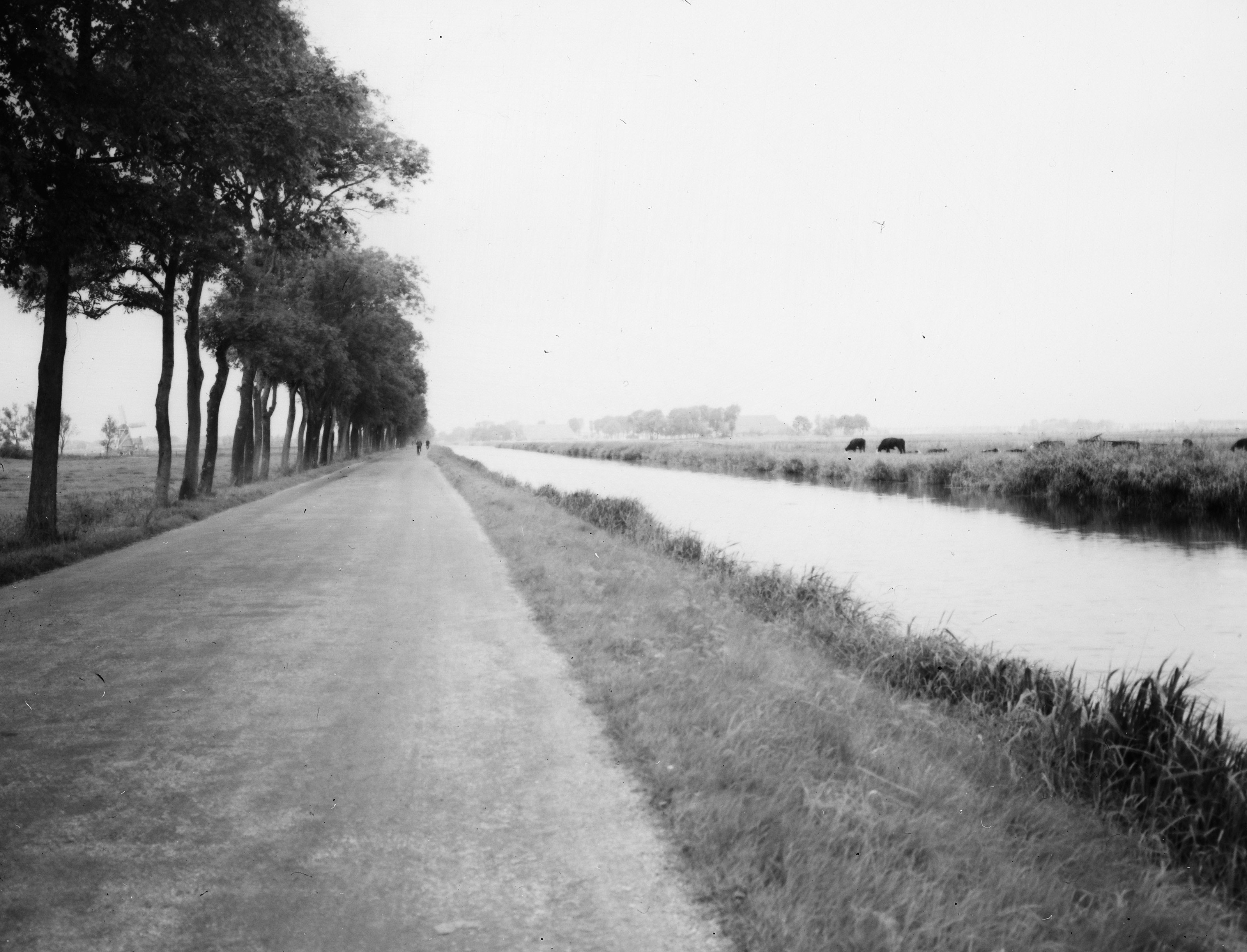
Het Boterdiep
(archief fotocollectie Nederlandse Heidemaatschappij)

Het Boterdiep (Gronings: Botterdaip) is een kanaal in de provincie Groningen, lopend van de haven van Uithuizen tot het Van Starkenborghkanaal bij Noorderhoogebrug. Het kanaal is 25 km lang. Het kanaal zou zijn naam te danken hebben aan het transport van melkproducten.
Het kanaal is in de 17e eeuw aangelegd. Bij de aanleg is zo veel mogelijk gebruikgemaakt van bestaande waterlopen. Het oudste gedeelte, de verbinding van Bedum naar Groningen (op kaarten uit die tijd steevast aangeduid als de Cleisloot) stamt uit 1625. In 1660 werd het verlengd tot Kantens.
Voor de aanleg van het Van Starkenborghkanaal eindigde het diep nabij drekstoep aan de Turfsingel in de stad Groningen. Het eerste gedeelte daarvan is rond 1912 gedempt en het grootste gedeelte na de Tweede Wereldoorlog. Een gedeelte daarvan draagt nog de naam van het kanaal.
In het Boterdiep staat halverwege Fraamklap en Onderdendam het gemaal Den Deel. Dit gemaal is gebouwd om de gevolgen van de relatieve waterstijging als gevolg van de bodemdaling door de winning van aardgas te compenseren.
Langs het kanaal liggen: Uithuizen, Doodstil, Kantens, Toornwerd, Middelstum, Fraamklap, Onderdendam, Bedum, de buurtschappen Willemsstreek en Plattenburg, Zuidwolde en Noorderhoogebrug. De stad-Groninger wijken Beijum en De Hunze grenzen aan het kanaal.

## 1759
Beschrijving van het Boterdiep uit 1759 zoals dat is beschreven in het specificq Register van alle sodanige Zijllen &c. als waar over het Generale Zijlvest van Winsumer en Schaphalster Zijllen het opsight is hebbende
Het opsight over de Generale / Trekvaart of wateringen / beginnende van de Stad Groningen / langs Hogerbrugge, Zuijdwolde, / Noordwolde, Ellerhuijsen, Bedum, / tot an Onderdendam. Edogh / moet de gravinge en onderhoudinge / of opschoninge van voorn[oemde]: vaart / op volgende wijse geschieden. / Van Groningen tot Noorder / Hogerbrugge Twe parten door / de provincie, en een part door de / Stad Groningen. / Van Hogerbrugge tot Onderdendam / Twe parten door de Provincie / en een part door het Zijlvest van / Winsumer en Schaphalster Zijllen.
Ten oosten van Onderdendam heeft het diep in het register de namen:
- het Deelster Maar (van Onderdendam naar Fraamklap, overigens werd het huidige Westerwijtwerdermaar in het register als deel van het Deelstermaar beschreven)
de naam is een verbastering van Delf
- het Trekdiep — van Fraamklap naar de Stenenpijp (= O. van Ewsumlaan?)
- de Oude Kolk of het Laensterdiep — van de Nieuwetil tot de Menthedalaan langs de huidige Burg. van Ankenweg (= O. van Ewsumlaan?)
- het Oude Maar — van de Nieuwetil tot het dorp Kantens

Opmerkelijk is dat de beschrijvingen elkaar af en toe overlapten.

## Bruggen
Over het (huidige) Boterdiep liggen van noord naar zuid de volgende bruggen;
1. de voetbrug tussen de Havenweg en het winkelcentrum aan het Molenerf in Uithuizen
2. de brug in de weg Snik
3. de brug in de N999
4. de Doodstil
5. de Klinkenborgertil in de Klinkenborgerweg
6. de Kantstertil in de Oosterweg in Kantens
7. de fietsbrug in het pad aan de oostzijde het kanaal van Kantens naar Middelstum
8. de Toptil in de Oldenoordweg
  - onder de brug is een fietsbrug die als onderdoorgang dient voor het pad aan de oostzijde van het kanaal
9. het hoogholtje in het pad naar Ewsum
10. de brug in de O. van Ewsumlaan
11. 't Balkje in het pad naar Toornwerd
12. de Nieuwetil in de Onderdendamsterweg
13. de brug in de N996
14. de Fraamklap
15. twee voetbruggen over de deuren van de sluis bij het gemaal Den Deel
16. de Middelstedraai in het Trekpad in Onderdendam
17. de Molentil in de weg/fietspad Grote Haver
18. het hoogholtje tussen de Bedumerweg en Grote Haver
19. een brug in de Melkweg (N993)
20. de spoorbrug in de lijn Groningen - Delfzijl
21. de Ter Laanster Klap
22. de Bemertil (ook Gemeentehuisbrug) in de Schoolstraat in Bedum
23. de Gele Klap
24. de Nije Klap
25. de Oude Ellerhuizerbrug (fietsbrug)
26. de (Nieuwe) Ellerhuizerbrug
27. de brug in de Eemshavenweg
28. de Zuidwolderdraai
29. twee voetbruggen over de deuren van de sluis bij het gemaal Stad & Lande
over de in- en uitstroom van het gemaal liggen eveneens twee bruggen in de Groningerweg
  1. de Ommelanderbrug aan de noordzijde (instroom)
  2. de Stadsbrug aan de zuidzijde (uitstroom)
30. de brug in de Beneluxweg (N46), de rondweg om Groningen
31. de Boterdiepbrug

## Foto's

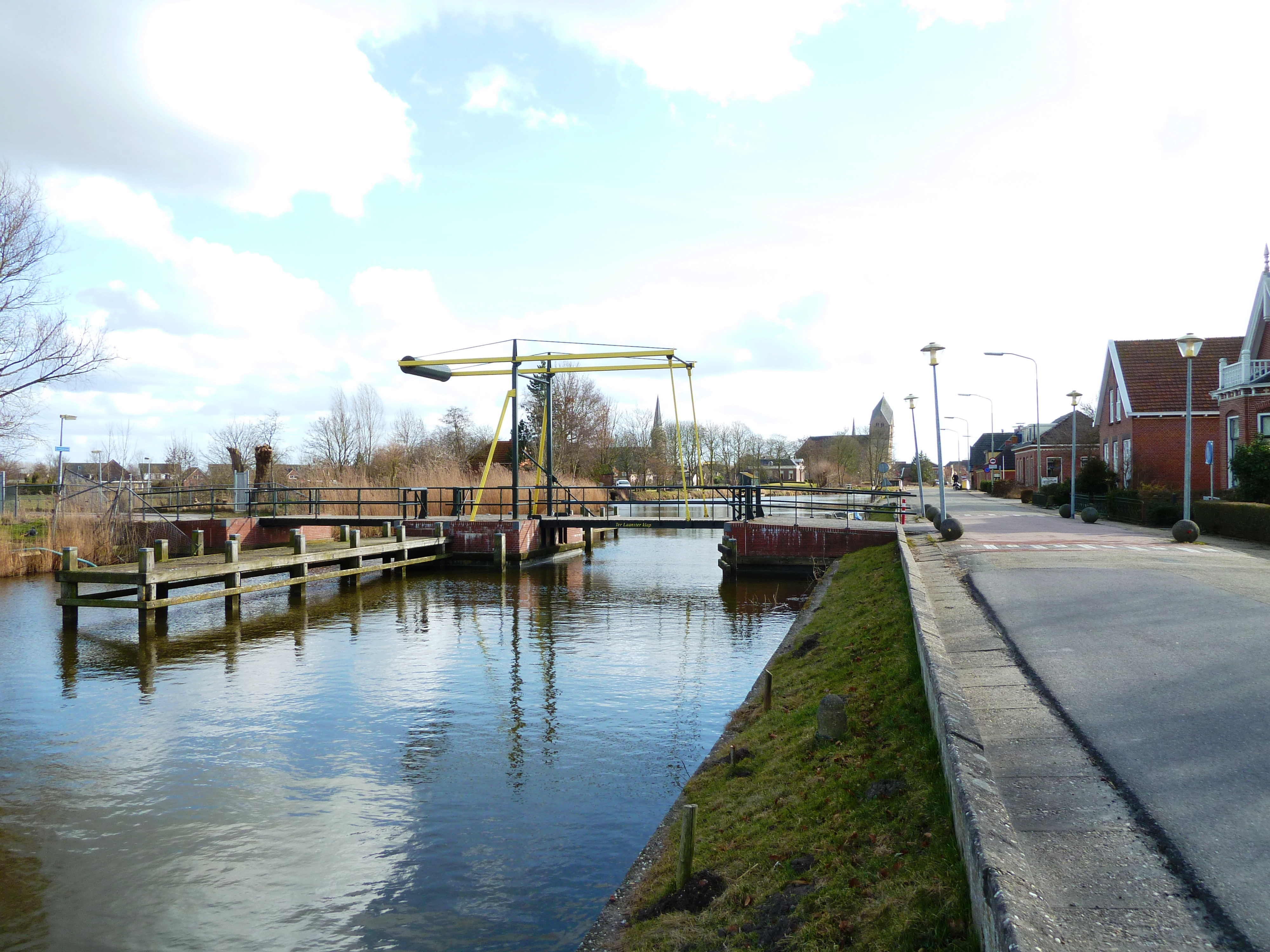
Het Boterdiep in Bedum met de scheve toren van de Walfriduskerk op de achtergrond
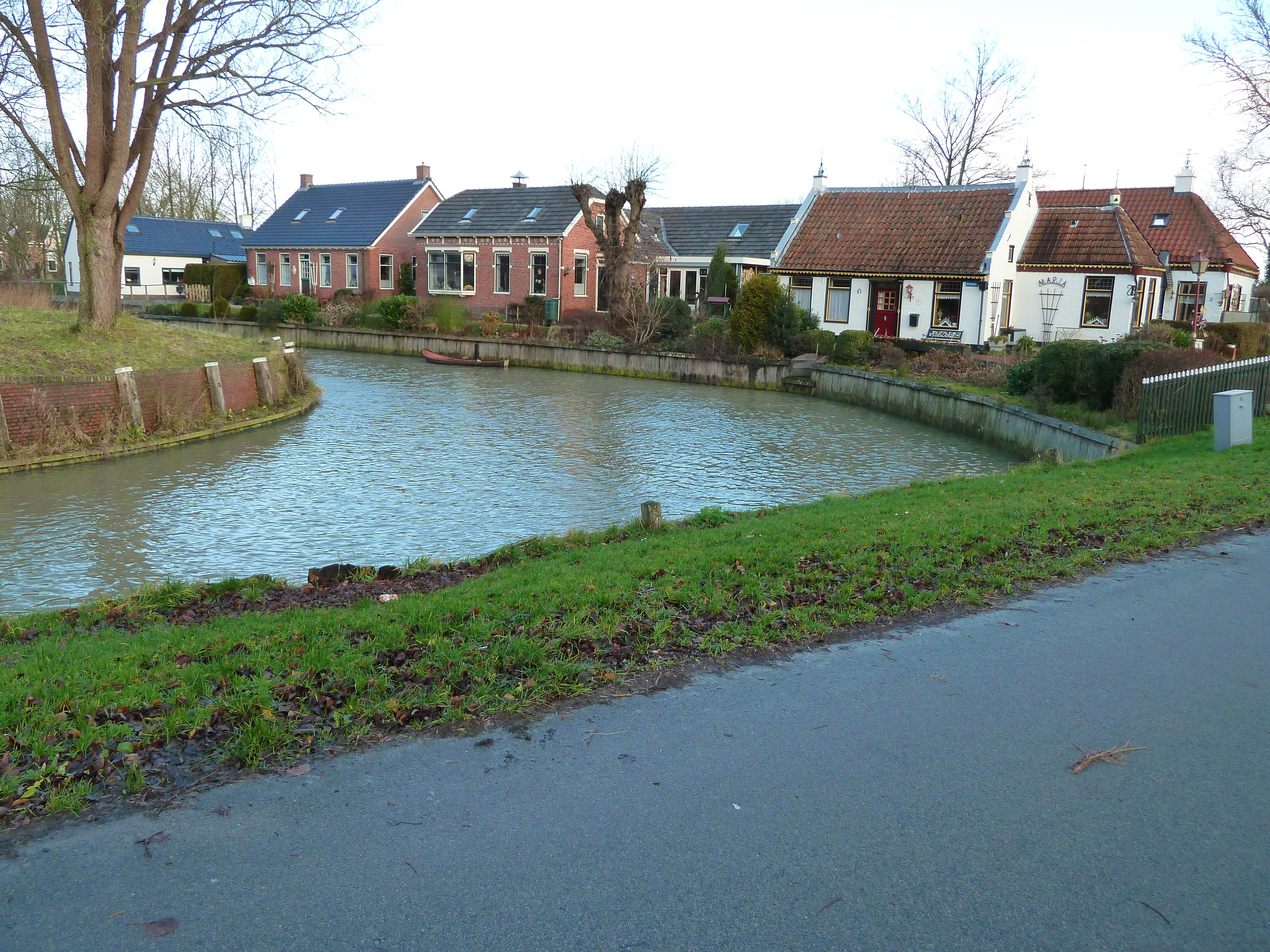
Het Boterdiep in Middelstum
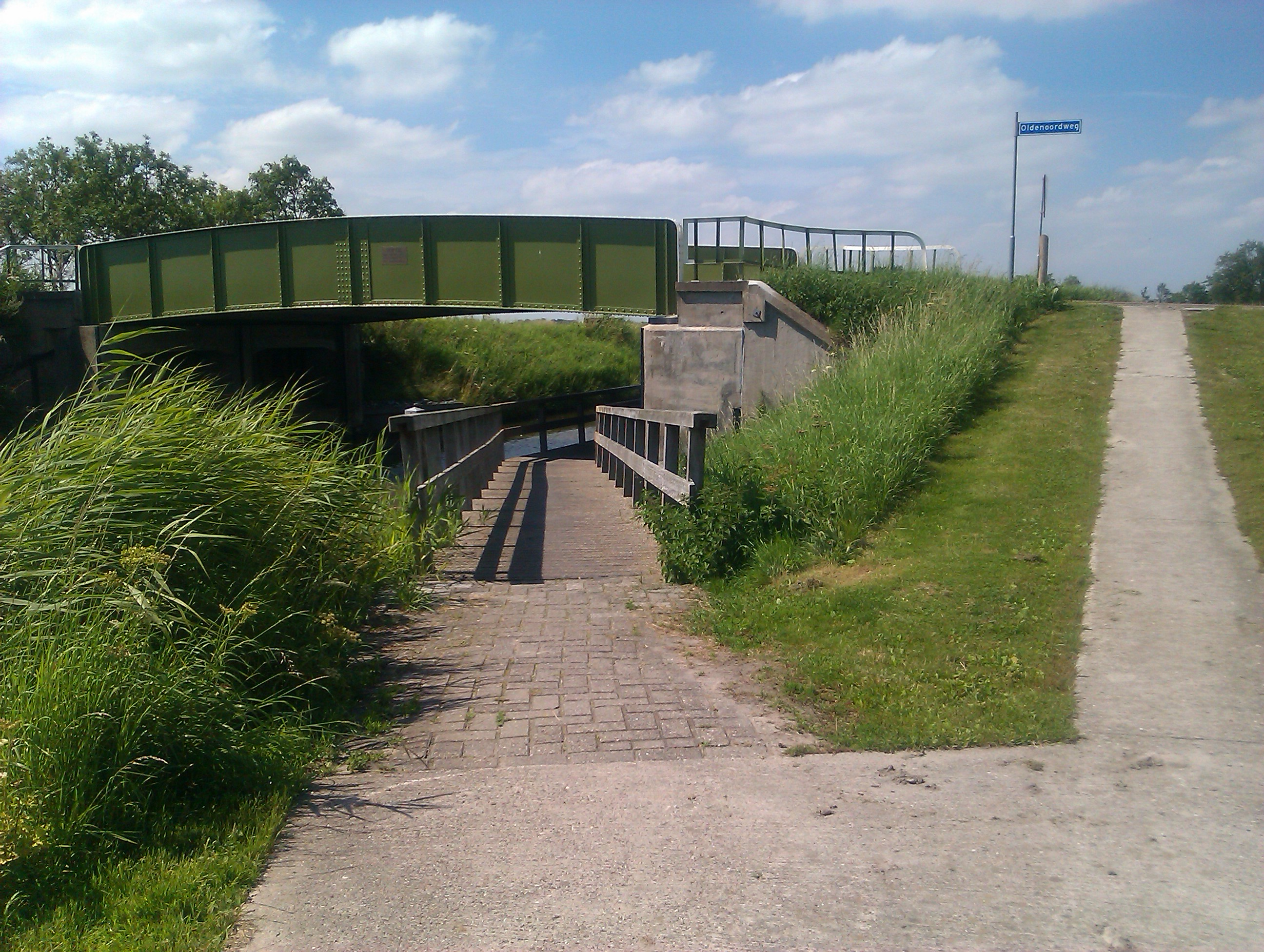
De Toptil bij Toornwerd
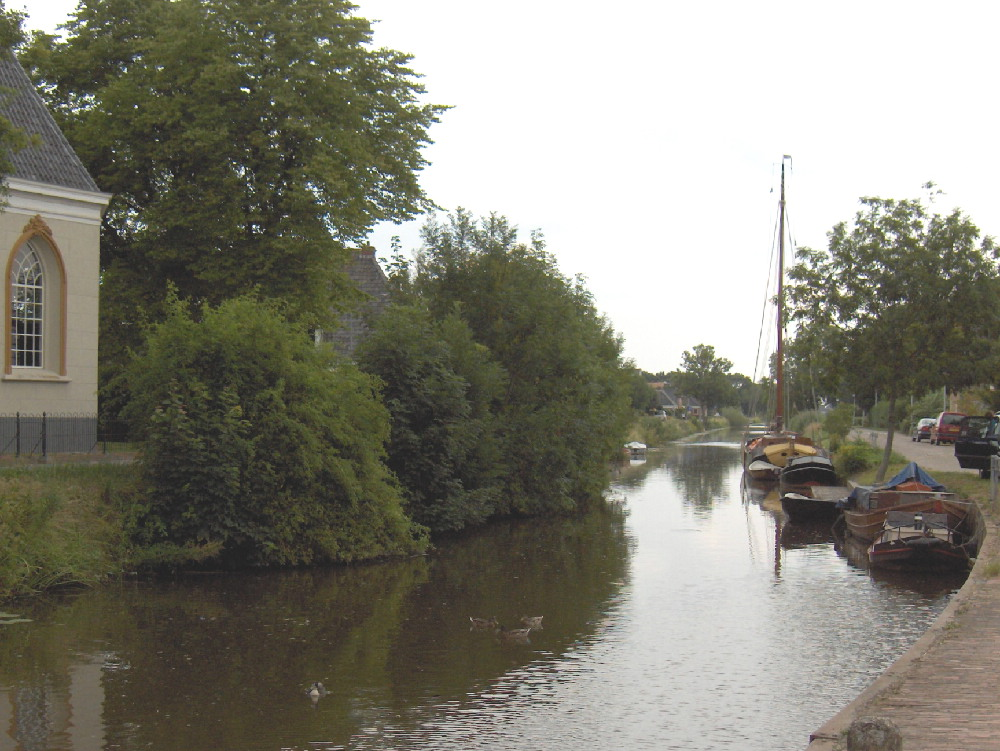
Het Boterdiep bij de kerk van Zuidwolde
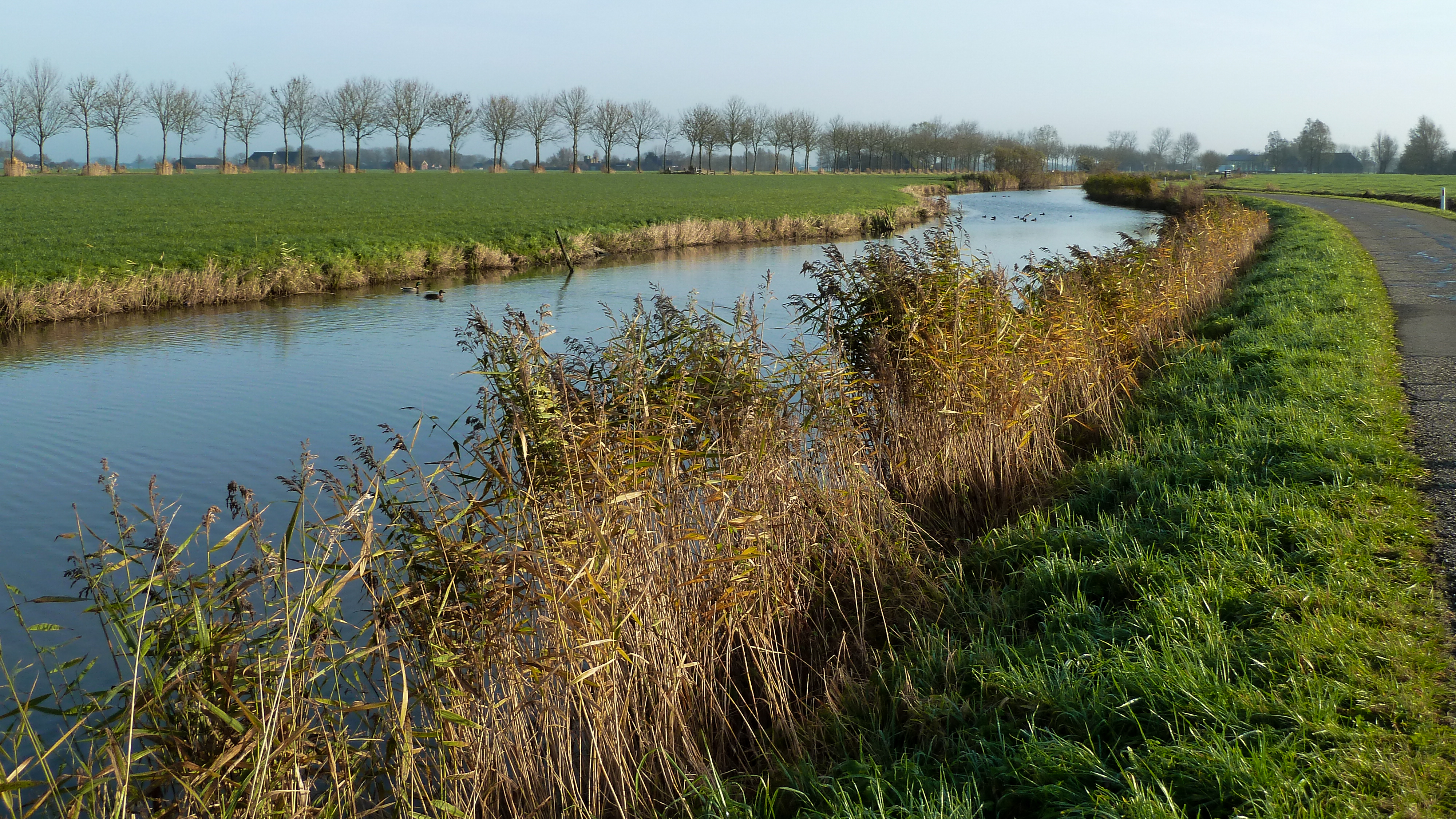
Boterdiep langs het jaagpad tussen Onderdendam en Fraamklap
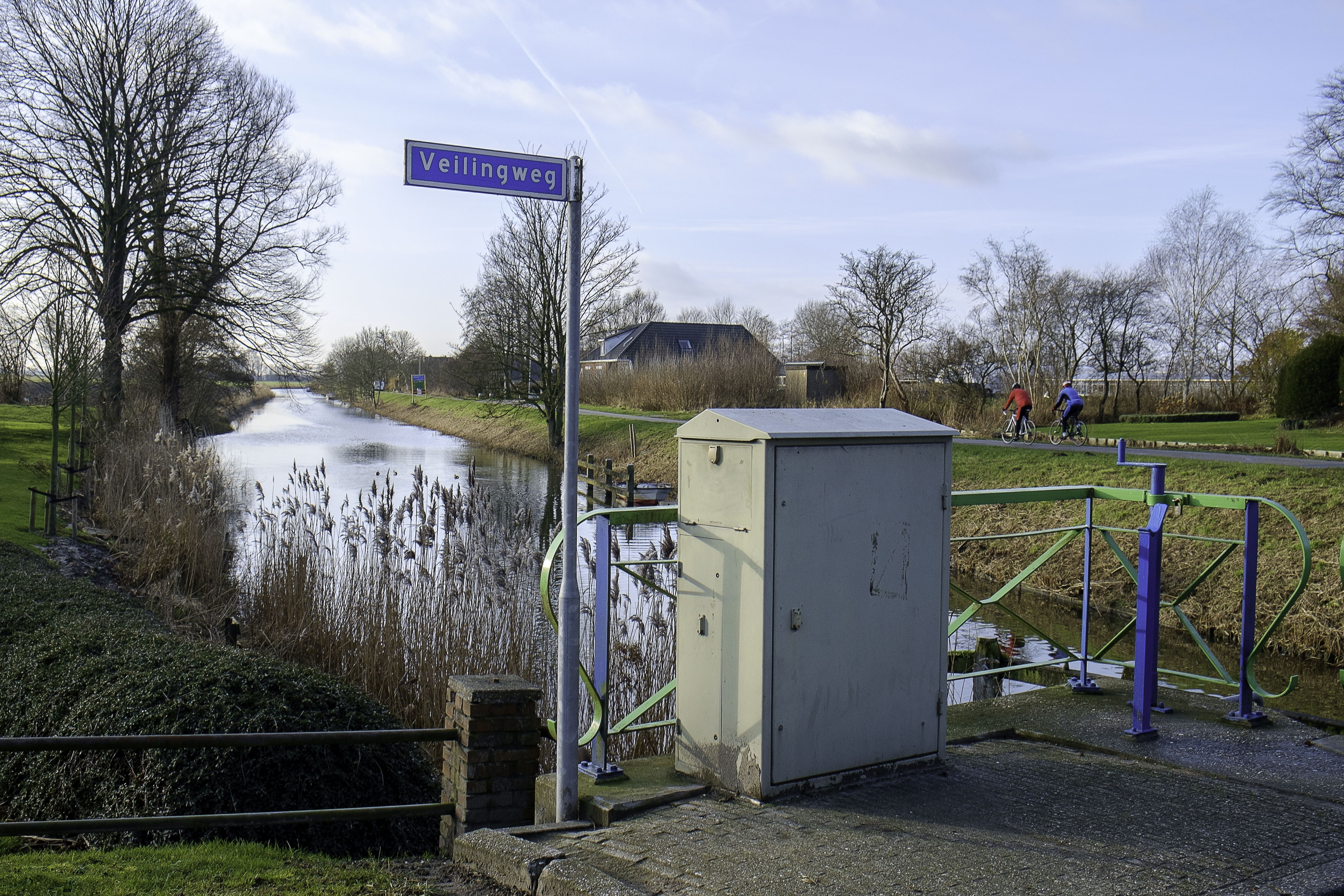
Boterdiep bij Doodstil
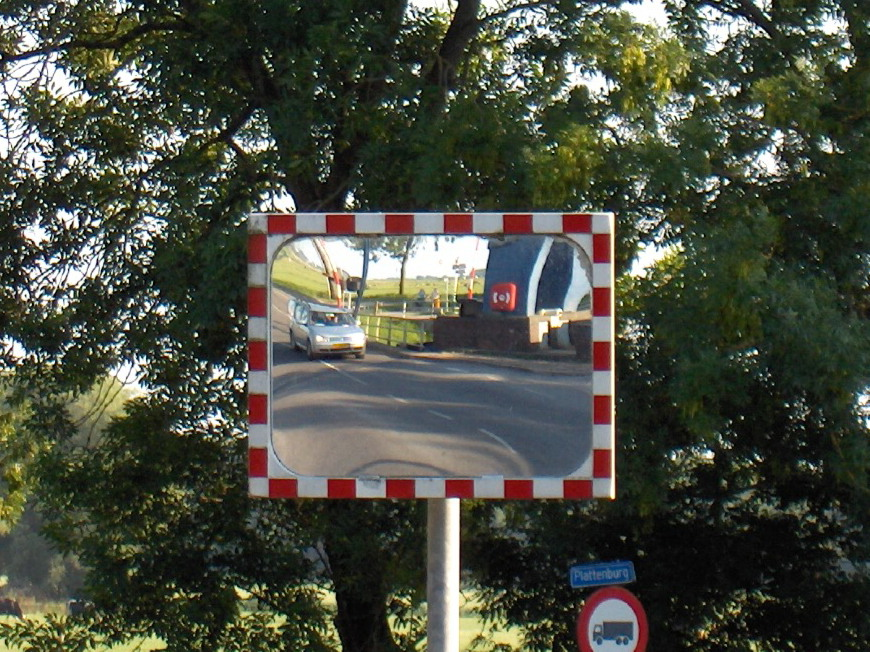
Spiegel bij de Ellerhuizerbrug (of -klap) over het Boterdiep. Het straatnaambordje geeft Plattenburg aan, de weg langs de vaart naar Zuidwolde.
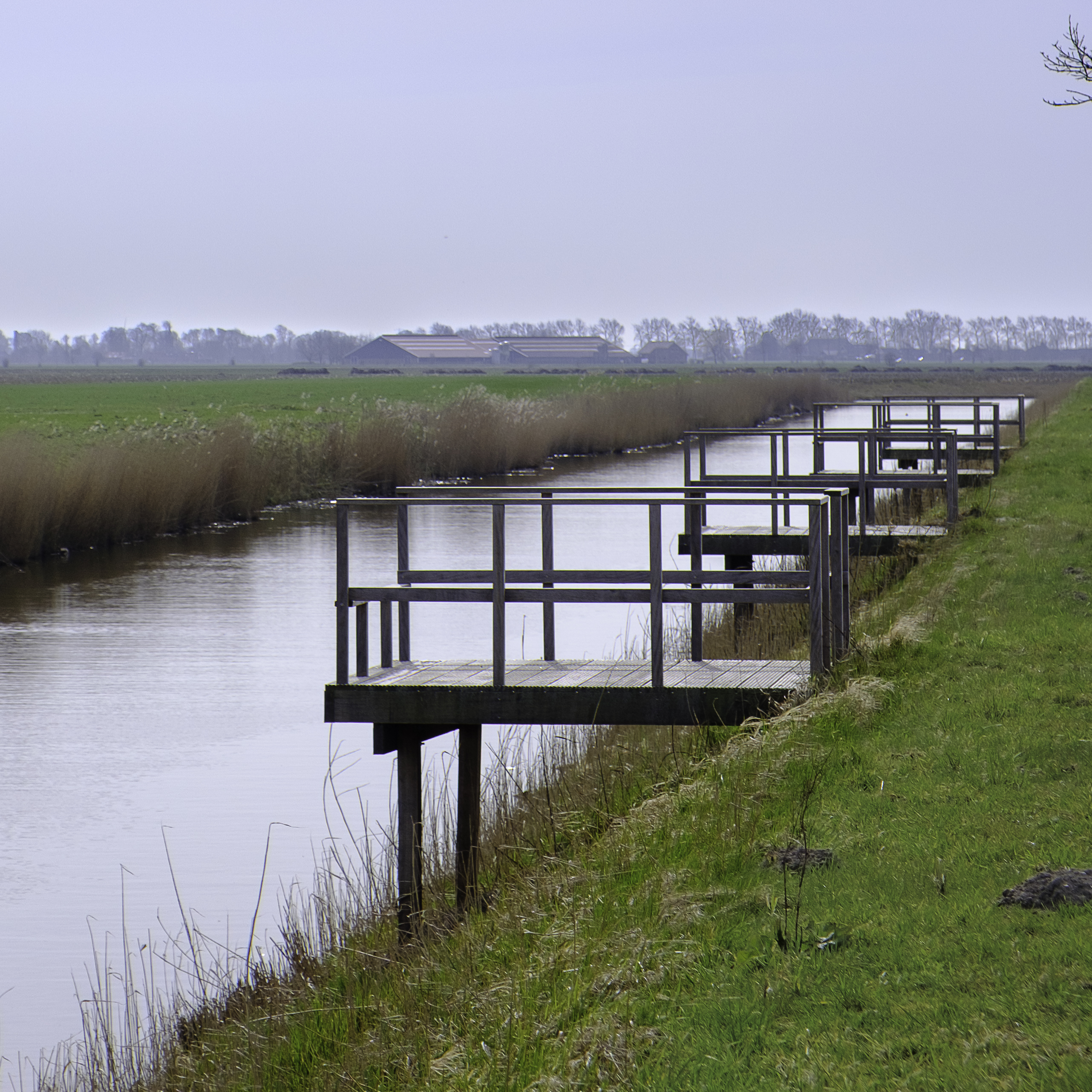
Vissteigers langs het Boterdiep ten zuidwesten van Doodstil
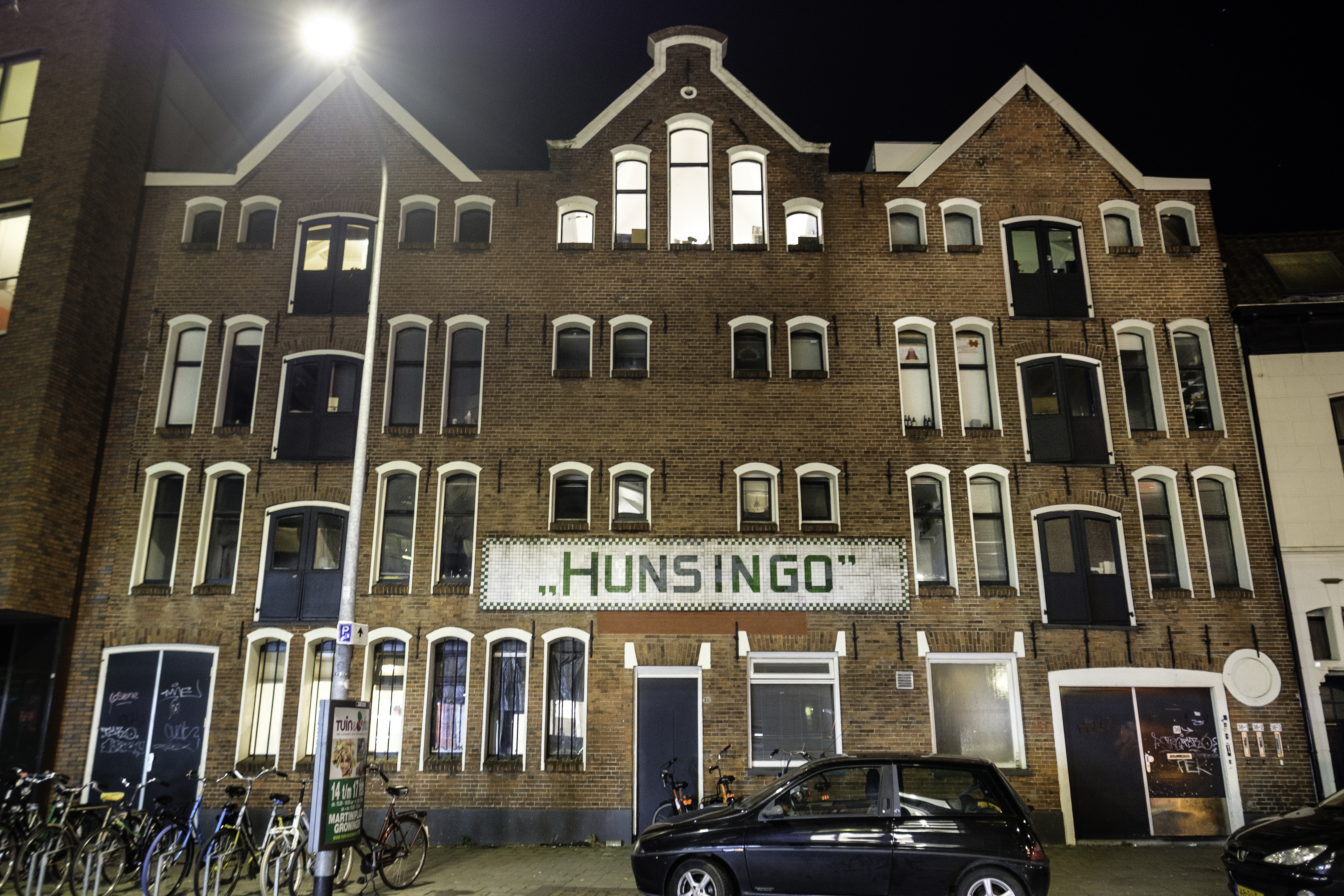
In de stad Groningen stonden langs het later gedempte Boterdiep een aantal pakhuizen zoals deze aan het Boterdiep 38
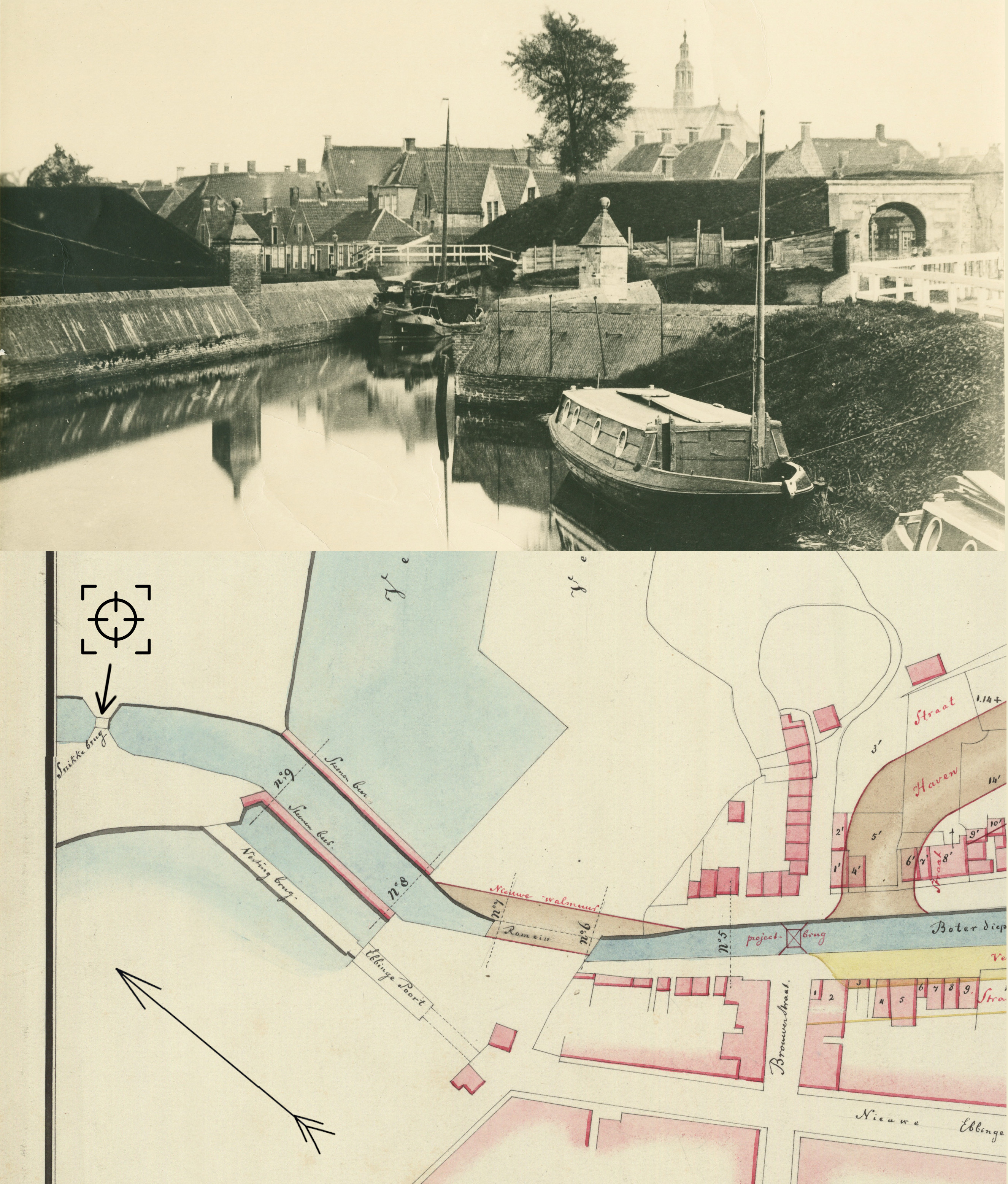
Boterdiep, Ebbingepoort en Nieuwe Kerk op een foto van Friedrich Julius von Kolkow (1877) plus een uitsnede van een plankaart van Waterstaat (1855). De beren (dammen) met monniken (torentjes) scheidden het Boterdiep van de vestinggracht. De Korrebrug wordt op de kaart Snikkebrug genoemd.